# Вест Ранчо Домингез (Калифорнија)
Вест Ранчо Домингез (енгл. West Rancho Dominguez) насељено је место без административног статуса у америчкој савезној држави Калифорнија.

## Демографија
По попису из 2010. године број становника је 5.669, што је 234 (4,3%) становника више него 2000. године.
| Група             | 2000.         | 2010.         |
| Белци             | 87 (1,6%)     | 73 (1,3%)     |
| Афроамериканци    | 3.366 (61,9%) | 2.974 (52,5%) |
| Азијати           | 48 (0,9%)     | 46 (0,8%)     |
| Хиспаноамериканци | 1.837 (33,8%) | 2.526 (44,6%) |
| Укупно            | 5.435         | 5.669         |